# Nathan Cobb
Nathan Augustus Cobb (30. června 1859, Spencer, Massachusetts – 4. června 1932, Baltimore) byl americký přírodovědec, jenž se proslavil dlouholetým výzkumem hlístic.

## Kariéra
Narodil se roku 1859 v americkém státě Massachusetts. Roku 1878 nastoupil na Polytechnický institut ve Worcesteru (WPI), kde úspěšně vystudoval obor chemie. Od roku 1881 začal vyučovat na Williston Seminary v Easthamptonu, přičemž sám vynikal v řadě přírodovědných oborů a byl i zručným ilustrátorem. Roku 1887 se s manželkou a dětmi přestěhoval do Německa, kde zahájil postgraduální studium na Univerzitě v Jeně pod vedením Ernsta Haeckela. Požadavky na doktorský titul splnil za pouhých deset měsíců.
Několik let působil v Austrálii, kde navzdory své erudici nemohl získat zaměstnání, a tak zpočátku zastával různé příležitostné práce, než v roce 1890 přijal místo rostlinného patologa pro Ministerstvo zemědělství Nového Jižního Walesu. Mezi lety 1905–1907 krátce působil v Honolulu na Havaji a roku 1907 začal pracovat pro Ministerstvo zemědělství Spojených států amerických ve Washingtonu, D.C.
Nathan Cobb byl významný rostlinný patolog a proslavil se především svým obrovským přínosem na poli hlístic (Nematoda). Těmi se začal profesně zabývat už během svého pobytu v Jeně. Byl zřejmě první, kdo celou tuto skupinu definoval v holofyletické podobě a na úrovni zoologického kmene. Během své vědecké kariéry popsal přes tisícovku jejích druhů. Zabýval se jak morfologií, tak ekologií a mezidruhovými vztahy těchto živočichů, podílel se i na zdokonalování laboratorních technik k jejich pozorování. Navrhl také vytyčení nového přírodovědného oboru nematologie, samostatné vědní disciplíny zabývající se hlísticemi. Sám bývá nazýván „otcem americké nematologie“.